# Jugoslavija na Zimskih olimpijskih igrah 1924
Kraljevino Srbov, Hrvatov in Slovencev so na Zimskih olimpijskih igrah 1924 v Chamonixu zastopali štirje športniki, ki so tekmovali v dveh disciplinah v enem športu. Trije tekmovalci so prihajali iz Slovenije.

## Tek na smučeh
| Disciplina   | Tekmovalec       | Dosežek   | Mesto |
| ------------ | ---------------- | --------- | ----- |
| Tek na 18 km | Zdenko Švigelj   | 1:50:27.0 | 32.   |
| Tek na 18 km | Vladimir Kajzelj | 2:00:43.0 | 34.   |
| Tek na 18 km | Dušan Zinaja     | 2:12:19.4 | 36.   |
| Tek na 18 km | Mirko Pandaković | DNF       | –     |
| Tek na 50 km | Dušan Zinaja     | DNF       | –     |
| Tek na 50 km | Mirko Pandaković | DNF       | –     |
| Tek na 50 km | Zdenko Švigelj   | DNF       | –     |
| Tek na 50 km | Vladimir Kajzelj | DNF       | –     |